# Povl Ole Fanger
Povl Ole Fanger (16 de julio de 1934 – 20 de septiembre de 2006) fue un estudioso en los campos del «confort» térmico y en la percepción de los entornos habitados y cerrados.
Fue profesor «senior» en el International Centre for Indoor Environment and Energy de la Universidad Técnica de Dinamarca. Era profesor invitado en la Universidad de Syracusa (EE. UU.) cuando falleció a los 72 años de un aneurisma aórtico.  
Su obra se basó en la demostración que la mala calidad del aire en las casas puede producir asma a los niños, y que la mala calidad del aire en los lugares de trabajo disminuye la productividad. Su contribución al estudio del «confort» térmico todavía es aceptada como canónica en la tecnología de la climatización y en las bases para la normativa internacional. Se debe a Fanger el índice de sensación térmica Opinión media estimada, llamado, en la normativa española, Voto Medio Estimado, traducido literalmente del inglés Predicted Mean Vote, que se conoce por las siglas PMV (de la expresión inglesa).
También es conocido por haber creado unidades de medida para la calidad del aire de los ambientes interiores como el olf y el decipol
Ole Fanger tenía dos hermanas, Bine y Tone. Su mujer, Brit, murió seis meses antes de que él mismo muriera. Ole está enterrado en Frederiksberg, Copenhague, Dinamarca, cabe a su mujer.